# Powiat trembowelski (II Rzeczpospolita)
Powiat trembowelski – jeden z 17 powiatów województwa tarnopolskiego II Rzeczypospolitej. Powiat był administracyjną kontynuacją powiatu trembowelskiego z czasów austriacko-węgierskich oraz I Rzeczypospolitej. 
W roku 1921 powiat zajmował powierzchnię 697 km², zamieszkaną przez 72 304 osoby. 
1 sierpnia 1934 r. dokonano nowego podziału powiatu na gminy wiejskie.

## Gminy wiejskie w 1934 r.
- gmina Trembowla
- gmina Strusów
- gmina Janów
- gmina Łoszniów
- gmina Darachów
- gmina Mogielnica
- gmina Iławcze
- gmina Mszaniec

## Miasta
- Budzanów
- Trembowla

Według spisu powszechnego z 1931 r., 84 321 mieszkańców powiatu trembowelskiego podało następujące  języki za ojczyste:
- polski – 50 178 osób (59,5%)
- ukraiński – 30 868 osób (36,6%)
- żydowski – 3173 osoby (3,8%)
- inne – 102 osoby (0,1%)

## Starostowie
- Zygmunt Rad (kierownik od 1925 starosta)[2]
- Ludwik Schreider (–1939)[3]
- Wojciech Bucior (VI–IX.1939)[4]